# رالف رینجر
رالف رِینجر (انگلیسی: Ralph Rainger؛ ۷ اکتبر ۱۹۰۱ – ۲۳ اکتبر ۱۹۴۲) موسیقی‌دان و آهنگساز اهل ایالات متحده آمریکا بود.
او در سال ۱۹۳۸ میلادی، برندهٔ جایزه اسکار بهترین ترانه شد.
از فیلم‌ها یا مجموعه‌های تلویزیونی که وی در آن‌ها نقش داشته است، می‌توان به این همان شب است، ماه بر فراز میامی، سفرهای گالیور، تام سایر و پالم اسپرینگز اشاره نمود.